# Ronald Venetiaan
Ronald Runaldo Venetiaan (ur. 18 czerwca 1936 w Paramaribo) – surinamski matematyk, polityk, prezydent Surinamu w latach 1991-1996 oraz 2000-2010.
Pierwszy raz został wybrany prezydentem 16 września 1991 i był nim do 15 września 1996, kiedy na stanowisku tym zastąpił go Jules Wijdenbosch. W 2000 wygrał wybory po raz drugi, zdobywając 37 z 51 głosów i od 12 sierpnia 2000 sprawował urząd prezydenta Surinamu. W 2005 rozpoczęła się jego trzecia kadencja. W wyborach prezydenckich w 2010 nie ubiegał się o kolejną kadencję. 12 sierpnia 2010 na stanowisku szefa państwa zastąpił go Dési Bouterse. 
W wyborach parlamentarnych w maju 2010 zdobył mandat deputowanego, który objął po ustąpieniu ze stanowiska prezydenta. 